# Jimmy Cliff

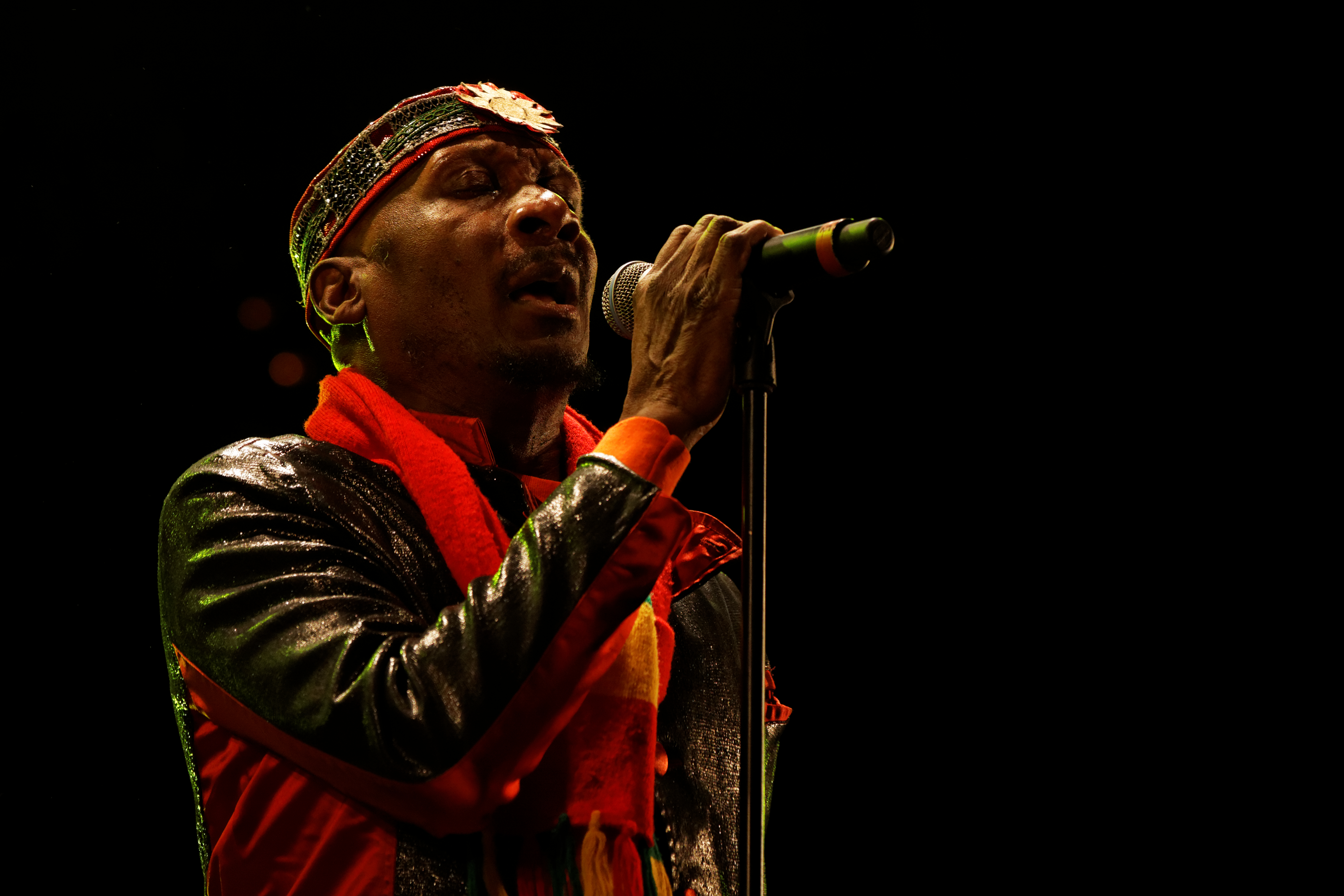
Jimmy Cliff (2012)

Jimmy Cliff (* 30. Juli 1944 in Saint James Parish als James Chambers) ist ein jamaikanischer Reggaekünstler, der durch Songs wie You Can Get It If You Really Want vom Soundtrack-Album The Harder They Come bekannt wurde und mit diesen am weltweiten Durchbruch der Reggaemusik beteiligt war.

## Werdegang

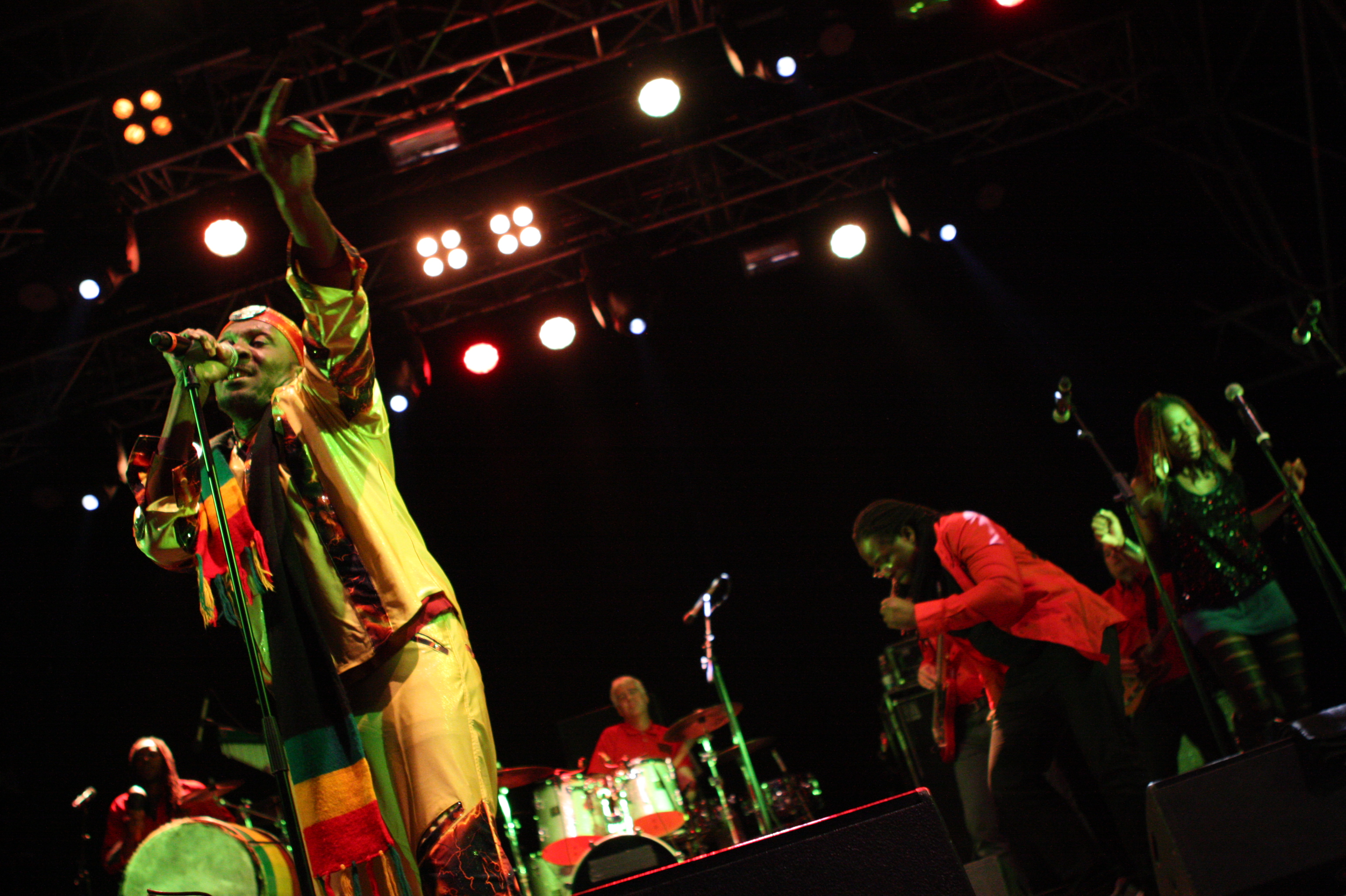
Jimmy Cliff am Picture on festival in Bildein (2012)

Cliffs Karriere begann noch in der Ska-Ära mit dem Lied Hurricane Hattie, das ein Hit wurde. Das Lied wurde von Leslie Kong produziert, mit dem Cliff bis zu dessen Tod 1971 zusammenarbeitete. Spätere Erfolge umfassen Lieder wie beispielsweise King of Kings und Pride and Passion, die außerhalb Jamaikas nie gut verkauft wurden. 1964 wurde Cliff zu einem der jamaikanischen Vertreter bei der Weltausstellung in New York gewählt. Kurz darauf unterschrieb er bei Island Records und zog nach Großbritannien. Sein internationales Debüt war das Album Hard Road to Travel, das sehr gute Kritiken bekam und Waterfall beinhaltet, einen brasilianischen Hit, der das International Song Festival gewann.
Nach Waterfall folgten Wonderful World, Beautiful People und Vietnam, die beide weltweit bekannt sind. Der Sänger Bob Dylan meinte sogar, Vietnam sei das beste Protestlied, das er jemals gehört habe. Das Album Wonderful World beinhaltet eine Coverversion von Wild World (Cat Stevens), das 1970 sehr erfolgreich war.
Der Soundtrack zu The Harder They Come (einem Reggaefilm, in dem Cliff die Hauptrolle spielt), war ein großer Erfolg und verkaufte sich weltweit, verschaffte Cliff aber nur geringen Erfolg in der breiten Masse. Nach einer Reihe von Alben machte Cliff eine Pause, reiste nach Afrika und erforschte seinen neugefundenen muslimischen Glauben. Er kehrte schnell zur Musik zurück und ging jahrelang auf Tournee, bevor er 1983 mit Kool & the Gang The Power aufnahm. Sein Song Reggae Night aus dem Jahr 1983 wurde 1984 für den Grammy Award for Best Reggae Recording nominiert und das Folge-Album Cliff Hanger (1985) gewann 1986 den Grammy Award. Auch für die Grammies 1987, 1989 und 1993 wurde er in dieser Kategorie nominiert. 1993 kehrte er mit I Can See Clearly Now (vom Soundtrack zu Cool Runnings) in die US-Charts zurück, und auch sein Album Breakout wurde erneut für einen Grammy nominiert. Im Jahr 2005 wurde das Album Black Magic für einen Grammy nominiert. Bei den 55. Grammy-Verleihungen (2013) gewann sein Album Rebirth den Grammy Award for Best Reggae Album.
Lieder von Jimmy Cliff wurden von vielen Künstlern weltweit in Coverversionen aufgenommen. Unter anderem spielt Bruce Springsteen eine Version von Cliffs Trapped seit 1981 auf vielen Konzerten; von 1992 bis 1993 war Cliffs Many Rivers to Cross ebenfalls Bestandteil von Springsteens Liveauftritten. Cliffs You Can Get It If You Really Want aus der Filmmusik zu The Harder They Come wurde für Desmond Dekker ein internationaler Hit.

## Ehrungen
- Order of Merit (Jamaika) (2003)[2]

## Diskografie

### Alben
| Jahr | Titel Musiklabel Katalog-Nr.                                                | Höchstplatzierung, Gesamtwochen, AuszeichnungChartplatzierungen (Jahr, Titel, Musiklabel Katalog-Nr., Platzierungen, Wochen, Auszeichnungen, Anmerkungen) | Höchstplatzierung, Gesamtwochen, AuszeichnungChartplatzierungen (Jahr, Titel, Musiklabel Katalog-Nr., Platzierungen, Wochen, Auszeichnungen, Anmerkungen) | Höchstplatzierung, Gesamtwochen, AuszeichnungChartplatzierungen (Jahr, Titel, Musiklabel Katalog-Nr., Platzierungen, Wochen, Auszeichnungen, Anmerkungen) | Höchstplatzierung, Gesamtwochen, AuszeichnungChartplatzierungen (Jahr, Titel, Musiklabel Katalog-Nr., Platzierungen, Wochen, Auszeichnungen, Anmerkungen) | Höchstplatzierung, Gesamtwochen, AuszeichnungChartplatzierungen (Jahr, Titel, Musiklabel Katalog-Nr., Platzierungen, Wochen, Auszeichnungen, Anmerkungen) | Höchstplatzierung, Gesamtwochen, AuszeichnungChartplatzierungen (Jahr, Titel, Musiklabel Katalog-Nr., Platzierungen, Wochen, Auszeichnungen, Anmerkungen) | Anmerkungen                                                                                                |
| Jahr | Titel Musiklabel Katalog-Nr.                                                | DE | AT | CH | UK | US | R&B | Anmerkungen                                                                                                |
| ---- | --------------------------------------------------------------------------- | --- | --- | --- | --- | --- | --- | --- |
| 1975 | The Harder They Come (Soundtrack) Island 9202                               | — | — | — | — | US140 (8 Wo.)US | — | Erstveröffentlichung: 7. Juli 1972 Soundtrack zum gleichnamigen Film Charteintritt in US erst im März 1975 |
| 1975 | Follow My Mind Reprise 2218                                                 | — | — | — | — | US195 (2 Wo.)US | — | Erstveröffentlichung: Oktober 1975 Produzenten: Jimmy Cliff, Trevor Lawrence                               |
| 1982 | Special Columbia 38099                                                      | — | — | — | — | US186 (2 Wo.)US | — | Erstveröffentlichung: August 1982 Produzenten: Chris Kimsey, Jimmy Cliff, Oneness Band                     |
| 1992 | Breakout JRS Records 35808                                                  | — | — | — | — | — | R&B60 (6 Wo.)R&B | Erstveröffentlichung: 23. Juni 1992 Produzenten: Jimmy Cliff, Casey Young, Tommy Vicari                    |
| 1994 | Reggae Classics: The Very Best Of Columbia 476995 2                         | DE57 (9 Wo.)DE | — | — | — | — | — | Erstveröffentlichung: 15. Juni 1994 Best-of-Album                                                          |
| 2012 | Rebirth Universal Music B0017108-02                                         | — | — | CH71 (3 Wo.)CH | UK83 (1 Wo.)UK | US76 (5 Wo.)US | — | Erstveröffentlichung: 16. Juli 2012 Grammy (Best Reggae Album) Produzent: Tim Armstrong                    |
| 2019 | We All Are One: The Best of Jimmy Cliff Sony Music Entertainment B000068CZO | — | — | CH57 (1 Wo.)CH | — | — | — | Erstveröffentlichung: 11. Juni 2002 Best-of-Album                                                          |

grau schraffiert: keine Chartdaten aus diesem Jahr verfügbar
Weitere Alben
- 1967: Hard Road to Travel
- 1968: Can’t Get Enough of It
- 1968: Jimmy Cliff in Brazil
- 1969: Jimmy Cliff / Wonderful World, Beautiful People
- 1971: Goodbye Yesterday
- 1971: Wild World
- 1971: Another Cycle
- 1973: Unlimited
- 1973: Struggling Man
- 1974: House of Exile
- 1974: Music Maker
- 1975: Brave Warrior
- 1978: Give Thanx
- 1980: I Am the Living
- 1981: Give the People What They Want
- 1983: The Power and the Glory
- 1985: Cliff Hanger (Grammy (Best Reggae Album))
- 1987: Hanging Fire
- 1989: Save Our Planet Earth
- 1989: Images
- 1993: Samba Reggae
- 1993: Live
- 1996: Higher and Higher
- 1998: Journey of Lifetime
- 2000: Humanitarian
- 2002: Fantastic Plastic People
- 2004: Black Magic
- 2013: The KCRW Session
- 2017: Live in Chicago
- 2022: Refugees

Kompilationen
- 1975: Pop Chronic
- 1975: The Best of Jimmy Cliff
- 1977: Oh Jamaica
- 1978: Many Rivers to Cross
- 1979: Struggling Man
- 1981: Star Collection
- 1984: Reggae Greats
- 1986: The Best of Jimmy Cliff
- 1987: Fundamental Reggae
- 1990: Gold Collection
- 1992: Monster of Reggae
- 1993: The Best of Jimmy Cliff
- 1995: Definitive Collection
- 1995: Reggae Man
- 1995: Jimmy Cliff Vol. 2
- 1997: Super Hits
- 1999: Ultimate Collection
- 1999: Millenium Collection (2 CDs)
- 1999: Wonderful World Beautiful People
- 2000: The Messenger: The Very Best of Reggae’s Original Soul Star
- 2000: Wanted (2 CDs)
- 2001: Classic: The Universal Masters Collection / Classic Jimmy Cliff
- 2001: Jimmy Cliff
- 2003: The EMI Years 1973–1975
- 2003: Many Rivers to Cross: The Best of Jimmy Cliff
- 2003: Anthology (2 CDs)
- 2003: You Can Get It If You Really Want … The Best Of
- 2003: Sunshine in the Music
- 2004: The Best of Jimmy Cliff
- 2004: Reggae Night
- 2004: This Is Crucial Reggae
- 2004: Goodbye Yesterday
- 2005: The Harder They Come: The Definitive Collection
- 2006: The Essential Jimmy Cliff (2 CDs)
- 2010: Harder Road to Travel: The Collection (2 CDs)
- 2013: Icon
- 2015: The Ska Singles 1961–1962

### Singles
| Jahr | Titel Album                                                                  | Höchstplatzierung, Gesamtwochen, AuszeichnungChartplatzierungen (Jahr, Titel, Album, Platzierungen, Wochen, Auszeichnungen, Anmerkungen) | Höchstplatzierung, Gesamtwochen, AuszeichnungChartplatzierungen (Jahr, Titel, Album, Platzierungen, Wochen, Auszeichnungen, Anmerkungen) | Höchstplatzierung, Gesamtwochen, AuszeichnungChartplatzierungen (Jahr, Titel, Album, Platzierungen, Wochen, Auszeichnungen, Anmerkungen) | Höchstplatzierung, Gesamtwochen, AuszeichnungChartplatzierungen (Jahr, Titel, Album, Platzierungen, Wochen, Auszeichnungen, Anmerkungen) | Höchstplatzierung, Gesamtwochen, AuszeichnungChartplatzierungen (Jahr, Titel, Album, Platzierungen, Wochen, Auszeichnungen, Anmerkungen) | Höchstplatzierung, Gesamtwochen, AuszeichnungChartplatzierungen (Jahr, Titel, Album, Platzierungen, Wochen, Auszeichnungen, Anmerkungen) | Anmerkungen |
| Jahr | Titel Album                                                                  | DE | AT | CH | UK | US | R&B | Anmerkungen |
| ---- | ---------------------------------------------------------------------------- | --- | --- | --- | --- | --- | --- | --- |
| 1969 | Wonderful World, Beautiful People Jimmy Cliff                                | — | — | — | UK6 (13 Wo.)UK | US25 (11 Wo.)US | — | Erstveröffentlichung: 24. Oktober 1969 Autor: Jimmy Cliff                                                                                      |
| 1970 | Vietnam Jimmy Cliff                                                          | DE15 (8 Wo.)DE | — | — | UK46 (3 Wo.)UK | — | — | Erstveröffentlichung: 16. Januar 1970 Autor: Jimmy Cliff                                                                                       |
| 1970 | Come into My Life Jimmy Cliff                                                | — | — | — | — | US89 (3 Wo.)US | — | Erstveröffentlichung: 26. März 1970 B-Seite von Sufferin’ in the Land Autor: Jimmy Cliff                                                       |
| 1970 | Wild World                                                                   | — | AT20 (4 Wo.)AT | CH2 (11 Wo.)CH | UK8 (12 Wo.)UK | — | — | Erstveröffentlichung: 7. August 1970 Autor: Cat Stevens                                                                                        |
| 1982 | Special                                                                      | — | — | — | — | — | R&B76 (4 Wo.)R&B | Erstveröffentlichung: 29. September 1982 Autor: Jimmy Cliff                                                                                    |
| 1983 | Reggae Night The Power and the Glory                                         | DE35 (8 Wo.)DE | — | — | UK91 (2 Wo.)UK | — | R&B89 (4 Wo.)R&B | Erstveröffentlichung: 4. November 1983 Autoren: Amir-Salaam Bayyan, La Toya Jackson                                                            |
| 1984 | We Are the One The Power and the Glory                                       | — | — | — | UK93 (1 Wo.)UK | — | R&B75 (5 Wo.)R&B | Erstveröffentlichung: Januar 1984 Autoren: Amir Bayyan, Huey Harris, Joe Ellis Williams, Raymond Harris                                        |
| 1989 | Pressure Drop EP –                                                           | — | — | — | UK86 (2 Wo.)UK | — | — | Erstveröffentlichung: April 1989 je 1 Track von The Maytals, The Skatalites, The Pioneers + Jimmy Cliffs Hard Road to Travel                   |
| 1992 | Peace Breakout                                                               | — | — | — | — | — | R&B96 (2 Wo.)R&B | Erstveröffentlichung: Juni 1992 Autor: Jimmy Cliff                                                                                             |
| 1992 | Breakout                                                                     | — | — | — | — | — | R&B81 (7 Wo.)R&B | Erstveröffentlichung: September 1992 Autor: Jimmy Cliff                                                                                        |
| 1993 | I Can See Clearly Now Cool Runnings (Soundtrack)                             | DE52 (22 Wo.)DE | — | — | UK23 Silber · (6 Wo.)UK | US18 (25 Wo.)US | R&B98 (3 Wo.)R&B | Erstveröffentlichung: Oktober 1993 vom Soundtrack des Films Cool Runnings – Dabei sein ist alles Autor und Original: Johnny Nash, 1972         |
| 1994 | (Your Love Keeps Lifting Me) Higher and Higher The Air Up There (Soundtrack) | DE52 (11 Wo.)DE | — | — | — | — | — | Erstveröffentlichung: September 1994 vom Soundtrack des Films The Air Up There Autoren: Gary Jackson, Carl Smith Original: Jackie Wilson, 1967 |
| 1995 | Hakuna Matata The Rhythm of the Pride Lands                                  | DE77 (7 Wo.)DE | — | CH32 (5 Wo.)CH | — | — | — | Erstveröffentlichung: 21. Februar 1995 Autoren: Elton John, Tim Rice Original: Nathan Lane, Ernie Sabella, Jason Weaver, Joseph Williams       |

Weitere Singles
- 1961: I’m Sorry
- 1962: Dearest Beverley
- 1962: Miss Jamaica
- 1962: Since Lately
- 1963: My Lucky Day
- 1963: King of Kings
- 1963: Miss Universe
- 1963: The Man
- 1964: One-Eyed Jacks
- 1966: Pride and Passion
- 1967: Give and Take
- 1967: I Got a Feeling (And I Can’t Stop)
- 1968: That’s the Way Life Goes
- 1968: Set Me Free (mit Jackie Edwards)
- 1968: Waterfall
- 1970: Sufferin’ in the Land
- 1970: You Can Get It If You Really Want (UK: Silber)
- 1970: Synthetic World
- 1971: Bongo Man (als James Chambers)
- 1971: Those Good Good Old Days
- 1971: Goodbye Yesterday
- 1971: Sitting in Limbo
- 1972: Struggling Man
- 1972: The Harder They Come
- 1973: On My Life
- 1973: Born to Win
- 1973: Fundamental Reggay
- 1974: Look What You Done to My Life, Devil Woman
- 1974: Money Won’t Save You
- 1974: Don’t Let It Die
- 1974: Music Maker
- 1975: Every Tub
- 1975: Oh Jamaica
- 1976: Look at the Mountains
- 1977: You Can Get It If You Really Want
- 1977: Let’s Turn the Table
- 1977: Deal with Life
- 1978: Many Rivers to Cross
- 1979: Stand Up and Fight Back
- 1980: Satan Kingdom
- 1980: All the Strength We Got
- 1980: I Am the Living
- 1980: Another Summer
- 1981: Rub-a-Dub Partner
- 1981: Midnight Rockers
- 1981: Give the People What They Want
- 1982: Roots Radical
- 1982: Treat the Youths Right
- 1983: Love Is All
- 1984: Reggae Movement
- 1984: Black Bess
- 1984: De Youths Dem a Bawl
- 1985: Hot Shot
- 1985: American Sweet
- 1986: Seven-Day Weekend (mit Elvis Costello and the Attractions)
- 1986: Club Paradise
- 1987: Step Aside (Roots Girl)
- 1988: Love Me Love Me
- 1989: Pressure on Botha (mit Josey Wales)
- 1990: Rebel
- 1991: Pride and Passion
- 1993: True Revolutionary
- 1993: Many RiverstTo Cross
- 1995: Melody Tempo Harmony (feat. Bernard Lavilliers)
- 1995: Hakuna Matata (feat. Lebohang Morrake)

## Auszeichnungen für Musikverkäufe
| Silberne Schallplatte - Frankreich - 1993: für die Single I Can See Clearly Now - 1995: für die Single Hakuna Matata Goldene Schallplatte - Frankreich - 1984: für das Album The Power and the Glory - 1984: für die Single Reggae Night - 1995: für das Album The Rhythm of the Pride Lands - 1996: für das Album Higher and Higher - 1996: für das Album Very Best of | Platin-Schallplatte - Frankreich - 1996: für das Album The Best of Jimmy Cliff - Neuseeland - 1994: für die Single I Can See Clearly Now 2× Platin-Schallplatte - Neuseeland - 1984: für das Album The Power and the Glory |

Anmerkung: Auszeichnungen in Ländern aus den Charttabellen bzw. Chartboxen sind in ebendiesen zu finden.
| Land/RegionAuszeichnungen für Musikverkäufe (Land/Region, Auszeichnungen, Verkäufe, Quellen) | Silber     | Gold     | Platin     | Verkäufe  | Quellen                   |
| -------------------------------------------------------------------------------------------- | ---------- | -------- | ---------- | --------- | ------------------------- |
| Frankreich (SNEP)                                                                            | 2× Silber2 | 5× Gold5 | Platin1    | 1.450.000 | infodisc.fr               |
| Neuseeland (RMNZ)                                                                            | —          | —        | 3× Platin3 | 50.000    | aotearoamusiccharts.co.nz |
| Vereinigtes Königreich (BPI)                                                                 | 2× Silber2 | —        | —          | 400.000   | bpi.co.uk                 |
| Insgesamt                                                                                    | 4× Silber4 | 5× Gold5 | 4× Platin4 |           |                           |

## Filmografie
- 1964: This Is Ska! Dokumentarfilm der BBC.
- 1972: The Harder They Come, Regie: Perry Henzell, Jamaika.